# Lista de episódios de Samurai X
Está é uma lista de episódios do anime Rurouni Kenshin, conhecido como Samurai X no ocidente.

## Episódios de televisão

### Parte 1: Saga de Tóquio
| N.º                                                | Título no Brasil Título em Portugal Título original | Exibição original       |
| -------------------------------------------------- | --- | ----------------------- |
| 1                                                  | "Kenshin Battousai, o Espadachim Legendário" "Battousai Himura, o Lendário Guerreiro" Transliteração: "Densetsu no bi kenshi... ai yue ni tatakau otoko" (em japonês: 伝説の美剣士…愛ゆえに闘う男)      | 10 de janeiro de 1996   |
| Parcialmente adaptado do capítulo 1                | |                         |
| 2                                                  | "O Aluno Rebelde" "Yahiko Myoujin, o Aluno Rebelde" Transliteração: "Gaki samurai Sutta! mon da! de monkasei" (em japonês: ガキ侍 スッた!モンだ!で門下生)                                               | 17 de janeiro de 1996   |
| Adaptado do capítulo 3                             | |                         |
| 3                                                  | "O Homem Que Deixou o Passado" "O Homem Que Matou o Passado" Transliteração: "Kanashimi no kenshi - Kako o kiru otoko" (em japonês: 哀しみの剣士・ 過去を斬る男)                                        | 24 de janeiro de 1996   |
| Adaptado do capítulo 2                             | |                         |
| 4                                                  | "O Lutador Sanosuke" Transliteração: "Aku no hitomoji - Kenkaya Sanosuke tōjō!" (em japonês: 悪の一文字・ ケンカ屋左之助登場!)                                                                          | 31 de janeiro de 1996   |
| Adaptado do capítulo 5                             | |                         |
| 5                                                  | "Kenshin contra Zanza" "A Espada Zanza" Transliteração: "Sakabatō tai Zanbatō - Tatakai no hate ni!" (em japonês: 逆刃刀対斬馬刀・ 闘いの果てに!)                                                       | 7 de fevereiro de 1996  |
| Adaptado dos capítulos 6, 7 e 8                    | |                         |
| 6                                                  | "O Visitante Que Veio Das Trevas" "O Visitante Que Veio da Escuridão" Transliteração: "Yami kara no hōmonsha - Kurogasa gen ru!" (em japonês: 闇からの訪問者・ 黒笠現る!)                               | 14 de fevereiro de 1996 |
| Adaptado dos capítulos 9, 10 e 11                  | |                         |
| 7                                                  | "A Grande Luta" "Luta ao Luar" Transliteração: "Gekka no shitō. Aisuru hito o mamore!" (em japonês: 月下の死闘・ 愛する人を守れ!)                                                                       | 21 de fevereiro de 1996 |
| Adaptado dos capítulos 12, 13 e 14                 | |                         |
| 8                                                  | "A Mulher Misteriosa" Transliteração: "Aratanaru tatakai! Tobikonde kita nazo no bijo" (em japonês: 新たなる戦い! 飛び込んできた謎の美女)                                                               | 28 de fevereiro de 1996 |
| Adaptado dos capítulos 15, 16, 17 e 18             | |                         |
| 9                                                  | "Uma Gangue Poderosa" "A Poderosa Organização Oni" Transliteração: "Saikyō no shinobi gundan - Kyōfu no Oniwabanshū!" (em japonês: 最強の忍び軍団・ 恐怖の御庭番衆!)                                    | 6 de março de 1996      |
| Adaptado dos capítulos 19, 20, 21, 22, 23, 24 e 25 | |                         |
| 10                                                 | "A Tentativa de um Resgate" "Aoshi, um Homem Temível" Transliteração: "Aoshi - Utsukushi sugiru hodo kowai yatsu" (em japonês: 蒼紫・ 美しすぎるほど怖い奴)                                             | 13 de março de 1996     |
| Adaptado dos capítulos 21, 22, 23 e 24             | |                         |
| 11                                                 | "Uma Colisão Entre a Luz e as Trevas" "O Confronto Entre a Luz e a Escuridão" Transliteração: "Saraba saikyō no otokotachi! Hikari to yami no gekitotsu" (em japonês: さらば最強の男たち! 光と闇の激突) | 24 de abril de 1996     |
| Adaptado dos capítulos 26, 27, 28, 29 e 30         | |                         |
| 12                                                 | "O Nascimento de Um Espadachim" "A Primeira Luta do Yahiko" Transliteração: "Shōnen kenshi tanjō! Ichiban deshi Yahiko no tatakai" (em japonês: 少年剣士誕生! 一番弟子 弥彦の戦い)                      | 1 de maio de 1996       |
| Adaptado dos capítulos 31, 32 e 33                 | |                         |
| 13                                                 | "O Lutador de Sumô" "Toramaru, o Lutador Sumo" Transliteração: "Mezase Yokozuna! Toramaru no dosukoi hunsenki" (em japonês: めざせ横綱! 虎丸のどすこい奮戦記)                                           | 8 de maio de 1996       |
| Episódio filler                                    | |                         |
| 14                                                 | "A Médica Nova na Cidade" "A Doutora Megumi" Transliteração: "Chiisana inochi no sue! Bijinjoi - Megumi no chōsen" (em japonês: 小さな命を救え! 美人女医・恵の挑戦)                                     | 15 de maio de 1996      |
| Episódio filler                                    | |                         |
| 15                                                 | "Os Retalhadores Legendários" "Dois Lendários Esquartejadores" Transliteração: "Honō no ansatsu shūdan, Jinpūtai hashiru" (em japonês: 炎の暗殺集団、 神風隊走る!)                                      | 22 de maio de 1996      |
| Episódio filler                                    | |                         |
| 16                                                 | "A Hora da Verdade" "A Espada Secreta de Shiden" Transliteração: "Yūki aru chikai! Moeyo hiken - shiden no tachi" (em japonês: 勇気ある誓い! 燃えよ秘剣・紫電の太刀)                                    | 5 de junho de 1996      |
| Episódio filler                                    | |                         |
| 17                                                 | "Marimo, o Canhão Humano" "Marimo, a Bala Humana" Transliteração: "Yume ni mukatte Tobe! Houdan musume Marimo no bōken" (em japonês: 夢に向かって飛べ! 砲弾娘マリモの冒険)                              | 12 de junho de 1996     |
| Episódio filler                                    | |                         |
| 18                                                 | "A Luta de Yahiko" "A Espada de Gume Invertido" Transliteração: "Hashire! Yahiko - Sakabatō o torikaese!" (em japonês: 走れ!弥彦・ 逆刃刀を取り返せ!)                                                   | 19 de junho de 1996     |
| Episódio filler                                    | |                         |
| 19                                                 | "A Fantasia do Reino Proibido" "A Fantasia do Reino Esquecido" Transliteração: "Raijūta no yabō - Kinjirareta ōkoku no gensō" (em japonês: 雷十太の野望・ 禁じられた王国の幻想)                         | 26 de junho de 1996     |
| Adaptado dos capítulos 34, 35 e 36                 | |                         |
| 20                                                 | "A Volta do Estilo Shinko" "A Espada Mortífera Estilo Shinko" Transliteração: "Shinkoryū no fukkatsu! Arashi wo yobu kyūkyoku no satsujinken" (em japonês: 真古流の復活! 嵐を呼ぶ究極の殺人剣)          | 10 de julho de 1996     |
| Adaptado dos capítulos 37, 38, 39 e 40             | |                         |
| 21                                                 | "A Ambição de Raijuuta" "O Fim de um Pesadelo" Transliteração: "Akumu no hōkai! Raijūta no yabō - Kanketsuhen" (em japonês: 悪夢の崩壊! 雷十太の野望・完結編)                                           | 17 de junho de 1996     |
| Adaptado dos capítulos 41, 42, 43 e 44             | |                         |
| 22                                                 | "A Viagem de Trem" "O Assalto ao Comboio" Transliteração: "Hatsunori! Bōsō okajōki bikkuri daijiken" (em japonês: 初乗り! 暴走陸蒸気びっくり大事件)                                                     | 31 de julho de 1996     |
| Episódio filler                                    | |                         |
| 23                                                 | "Sanosuke Volta ao Passado" "Sanosuke e os Desenhos Coloridos" Transliteração: "Sanosuke no uragiri!? Unmei no saikai" (em japonês: 左之助の裏切り!? 運命の再会)                                        | 14 de agosto de 1996    |
| Adaptado dos capítulos 45 e 46                     | |                         |
| 24                                                 | "Kenshin Contra Sanosuke" Transliteração: "Mayonaka no tatakai! Sanosuke tai Kenshin futatabi" (em japonês: 真夜中の戦い! 左之助対剣心ふたたび)                                                         | 21 de agosto de 1996    |
| Adaptado dos capítulos 46 e 47                     | |                         |
| 25                                                 | "O Navio Pirata" "O Pirata Vermelho" Transliteração: "Shinku no kaizoku - Hiki sakareta Kenshin to Kaoru" (em japonês: 真紅の海賊・ 引き裂かれた剣心と薫!)                                              | 28 de agosto de 1996    |
| Episódio filler                                    | |                         |
| 26                                                 | "A Famosa Pirata Shura" "Shura, a Misteriosa Mulher Pirata" Transliteração: "Inazuma no Kenshin! Hokori takaki nazo no onna kaizoku, Shura" (em japonês: 稲妻の化身! 誇り高き謎の女海賊、朱羅)          | 4 de setembro de 1996   |
| Episódio filler                                    | |                         |
| 27                                                 | "O Fim dos Piratas" "Pirata Vermelho, o Final" Transliteração: "Moeagaru senritsu no shima! Shinku no kaizoku - Kanketsuhen" (em japonês: 燃え上がる戦慄の島! 真紅の海賊・完結編)                       | 16 de outubro de 1996   |
| Episódio filler                                    | |                         |

### Parte 2: Saga de Quioto
Na dublagem brasileira houve erro na denominação das cidades, frequentemente trocando Quioto por Edo (como era chamada Tóquio na Era Tokugawa), e vice-versa.
| N.º                                                | Título no Brasil Título em Portugal Título original | Exibição original       |
| -------------------------------------------------- | --- | ----------------------- |
| 28                                                 | "O Retorno do Lobo" "O Regresso do Lobo" Transliteração: "Aratanaru kessen e no jokyoku - Semarikuru ōkami no kage!" (em japonês: 新たなる血戦への序曲· 迫り来る狼の影!)                               | 30 de outubro de 1996   |
| Adaptado dos capítulos 48 e 49                     | |                         |
| 29                                                 | "O Inimigo Mais Poderoso" "O Golpe da Serpente" Transliteração: "Shijō saikyō no shukuteki! Osoikakaru hijō no kiba" (em japonês: 史上最強の宿敵! 襲いかかる非情の牙)                                  | 6 de novembro de 1996   |
| Adaptado dos capítulos 49, 50, 51 e 52             | |                         |
| 30                                                 | "A Vingança do Vilão" "A Vingança de um Demónio" Transliteração: "Fukushū no Akki. Shishio Makoto no Bōryaku" (em japonês: 復讐の悪鬼 志々雄真実(まこと)の謀略)                                        | 13 de novembro de 1996  |
| Adaptado dos capítulos 53, 54 e 55                 | |                         |
| 31                                                 | "A Despedida de Kenshin" "Pensamentos Impossíveis" Transliteração: "Todokanu omoi... Kenshin no tabidachi!" (em japonês: 届かぬ想い......剣心の旅立ち!)                                                | 27 de novembro de 1996  |
| Adaptado dos capítulos 56 e 57                     | |                         |
| 32                                                 | "A Vida Sem Kenshin" "A Kaoru Vai a Edo" Transliteração: "Namida o yūki ni kaete! Kamiya Kaoru ga eranda michi" (em japonês: 涙を勇気にかえて! 神谷薫が選んだ道)                                       | 4 de dezembro de 1996   |
| Adaptado dos capítulos 58, 59 e 60                 | |                         |
| 33                                                 | "À Procura de Kenshin" "A Luta do Aoshi" Transliteração: "Saikyō no shōgō o tsukamu made! Aoshi no aratanaru tatakai" (em japonês: 最強の称号を掴むまで! 蒼紫の新たなる闘い)                           | 11 de dezembro de 1996  |
| Adaptado dos capítulos 61 e 62                     | |                         |
| 34                                                 | "Uma Garota Valente" "O Verdadeiro Segredo da Misao Makimachi" Transliteração: "Oihagi shōjo - Makimachi Misao no kakusareta shōtai!" (em japonês: 追いはぎ少女· 巻町 操の隠された正体!)               | 8 de janeiro de 1997    |
| Adaptado dos capítulos 62, 63 e 64                 | |                         |
| 35                                                 | "A Cidade Roubada" "A Aldeia Roubada" Transliteração: "Ubawareta mura - Osoikakaru Shishio no ma no te!" (em japonês: 奪われた村· 襲いかかる志々雄の魔の手!)                                           | 15 de janeiro de 1997   |
| Adaptado dos capítulos 65, 66, 67 e 68             | |                         |
| 36                                                 | "O Encontro de Shishio e Kenshin" "Shishio e Kenshin Frente-a-Frente" Transliteração: "Bakumatsu no toki o koete! Taiji shita Shishio to Kenshin" (em japonês: 幕末の時を超えて! 対峙した志々雄と剣心) | 22 de janeiro de 1997   |
| Adaptado dos capítulos 68 e 69                     | |                         |
| 37                                                 | "Sojiro Versus Kenshin" "Sojiro Contra Kenshin" Transliteração: "Shōgeki! Oreta Sakabatō - Tenken no Sōjirō tai Kenshin" (em japonês: 衝撃!折れた逆刃刀· 天剣の宗次郎対剣心)                           | 29 de janeiro de 1997   |
| Adaptado dos capítulos 70 e 71                     | |                         |
| 38                                                 | "O Treinamento de Sanosuke" "O Severo Treino do Sanosuke" Transliteração: "Sanosuke, Gokui no shugyō! Hakaisō - Anji e no chōsen" (em japonês: 左之助, 極意の修行! 破戒僧·安慈への挑戦)                | 5 de fevereiro de 1997  |
| Adaptado dos capítulos 72 e 73                     | |                         |
| 39                                                 | "A Espada Mais Poderosa" "A Última Espada de Gume Invertido" Transliteração: "Sakabatō o tsukutta otoko - Arai Shakkū saigo no hito furi!" (em japonês: 逆刃刀を作った男· 新井赤空 最後の一振り!)      | 12 de fevereiro de 1997 |
| Adaptado dos capítulos 74, 75, 76 e 77             | |                         |
| 40                                                 | "A Luta Fatal" Transliteração: "Osorubeki mujō no shikaku! Juppongatana Chō to no shitō" (em japonês: 恐るべき無情の刺客! 十本刀·張との死闘)                                                           | 19 de fevereiro de 1997 |
| Adaptado dos capítulos 78, 79, 80, 81 e 82         | |                         |
| 41                                                 | "O Encontro Com o Mestre" "O Reencontro Com o Mestre" Transliteração: "Hiten Mitsurugiryū no ōgi! Shishō Hiko Seijūrō to no saikai" (em japonês: 飛天御剣流の奥義! 師匠比古清十郎との再会)             | 26 de fevereiro de 1997 |
| Adaptado dos capítulos 82, 83, 84, 85 e 86         | |                         |
| 42                                                 | "A Traição de Aoshi" "A Constituição de uma Aliança" Transliteração: "Dōmei Seiritsu - Aoshi ga Shishio to te o kunda hi!" (em japonês: 同盟成立· 蒼紫が志々雄と手を組んだ日!)                         | 5 de março de 1997      |
| Adaptado dos capítulos 87, 89, 90 e 91             | |                         |
| 43                                                 | "Entre a Vida e a Morte" "Conhecer o Segredo" Transliteração: "Sei to shi no aida de! Ōgi Amakakeru Ryū no Hirameki no etoku" (em japonês: 生と死の間で! 奥義·天飛龍閃の会得)                          | 12 de março de 1997     |
| Adaptado dos capítulos 94, 95 e 96                 | |                         |
| 44                                                 | "A Gangue Mais Poderosa" "O Grupo Mais Poderoso" Transliteração: "Dotō no kessen, saikyō shūdan Juppongatana shūketsu!" (em japonês: 怒涛の決戦· 最強集団十本刀集結!)                                  | 19 de março de 1997     |
| Adaptado dos capítulos 92, 93, 94, 95, 96, 97 e 98 | |                         |
| 45                                                 | "A Fuga de Shishio" "Voando Contra o Tempo" Transliteração: "Tobu ga gotoku! Senkan Rengoku shukkō o soshi seyo" (em japonês: 翔ぶが如く! 戦艦煉獄 出航を阻止せよ)                                     | 16 de abril de 1997     |
| Adaptado dos capítulos 98, 99, 100 e 101           | |                         |
| 46                                                 | "O Navio de Aço" "A Destruição do Reingoku" Transliteração: "Rengoku enjō! Shishio Makoto no meiun" (em japonês: 煉獄炎上! 志々雄真実(まこと)の命運)                                                   | 23 de abril de 1997     |
| Adaptado dos capítulos 101, 102, 103, 104 e 105    | |                         |
| 47                                                 | "O Encontro da Gangue" "O Conflito" Transliteração: "Gekitotsu! Futae no Kiwami, unaru Sanosuke no kobushi" (em japonês: 激突!二重の極み· 唸る左之助の拳)                                              | 30 de abril de 1997     |
| Adaptado dos capítulos 105, 106, 107, 108 e 109    | |                         |
| 48                                                 | "O Passado de Anji" "O Recomeço de Anji" Transliteração: "Guze e no saisei, Anji no aratanaru shuppatsu" (em japonês: 救世(ぐぜ)への再生· 安慈の新たなる出発)                                          | 14 de maio de 1997      |
| Adaptado dos capítulos 110, 111 e 112              | |                         |
| 49                                                 | "Os Olhos do Coração" "O Lobo Que Caçou os Olhos de uma Alma" Transliteração: "Shingan o toraeta ōkami: Sakuretsu suru Gatotsu zero shiki!" (em japonês: 心眼をとらえた狼· 炸裂する牙突零(ゼロ)式!)    | 28 de maio de 1997      |
| Adaptado dos capítulos 112, 113, 114 e 115         | |                         |
| 50                                                 | "Hora de Honrar a Promessa" "Tempo de Honrar a Promessa" Transliteração: "Yakusoku o hatasu toki, Aoshi to Kenshin no saisen!" (em japonês: 約束を果たす時· 蒼紫と剣心の再戦!)                         | 4 de junho de 1997      |
| Adaptado dos capítulos 115, 116, 117, 118 e 119    | |                         |
| 51                                                 | "O Duelo Continua" "A Batalha Final" Transliteração: "Mezameru toki wa ima, manshin sōi no ketchaku!" (em japonês: 目醒める時は今· 満身創痍の決着!)                                                    | 11 de junho de 1997     |
| Adaptado dos capítulos 119, 120 e 121              | |                         |
| 52                                                 | "O Ataque a Aoiya" "O Acordar de um Milagre" Transliteração: "Kiseki o yobiokose! Aoi-ya no kōbō" (em japonês: 奇跡を呼び起こせ! 葵屋の攻防)                                                           | 18 de junho de 1997     |
| Adaptado dos capítulos 122, 123 e 124              | |                         |
| 53                                                 | "O Gigante versus o Super-Homem" "O Gigante e o Super-Homem" Transliteração: "Kyojin tai chōjin, zetsubō no fuchi ni Hanatareta isshi!" (em japonês: 巨人対超人· 絶望の淵に放たれた一矢!)              | 25 de junho de 1997     |
| Adaptado dos capítulos 125, 126, 127 e 128         | |                         |
| 54                                                 | "O Paraíso Contra a Terra" "O Céu Contra a Terra" Transliteração: "Hiten tai Shukuchi! Sōjirō tenpu no chikara" (em japonês: 飛天対縮地! 宗次郎天賦の能力(ちから))                                     | 2 de julho de 1997      |
| Adaptado dos capítulos 128, 129 e 130              | |                         |
| 55                                                 | "O Passado de Sojiro" "Tragédia Numa Noite de Tempestade" Transliteração: "Arashi no yo no sangeki, Sōjirō no kako" (em japonês: 嵐の夜の惨劇· 宗次郎の過去)                                           | 9 de julho de 1997      |
| Adaptado dos capítulos 130, 131, 132, 132 e 133    | |                         |
| 56                                                 | "A Última Batalha de Sojiro" "A Batalha Final" Transliteração: "Kyokugen no shōbu! Shuntensatsu tai Amakakeru Ryū no Hirameki" (em japonês: 極限の勝負! 瞬天殺対天翔龍閃)                              | 16 de julho de 1997     |
| Adaptado dos capítulos 133, 134 e 135              | |                         |
| 57                                                 | "A Batalha Final" "Os Sobreviventes do Final da Era Tokugawa" Transliteração: "Bakumatsu o kaketa futari, Shishio tai Kenshin saishūsen!" (em japonês: 幕末を駆けた二人· 志々雄対剣心 最終戦!)         | 6 de agosto de 1997     |
| Adaptado dos capítulos 136 e 137                   | |                         |
| 58                                                 | "A Batalha Continua" "Será Que Esta Era Escolheu Shishio?" Transliteração: "Jidai wa Shishio o erabu no ka? Kenshin saidai no kiki!" (em japonês: 時代は志々雄を選ぶのか? 剣心最大の危機!)             | 13 de agosto de 1997    |
| Adaptado dos capítulos 138 e 139                   | |                         |
| 59                                                 | "A Luta Continua" "A Sorte Continua" Transliteração: "Meiun tsukizu! Tōshi, ima yomigaeru" (em japonês: 命運尽きず! 闘志, 今よみがえる)                                                                | 20 de agosto de 1997    |
| Adaptado dos capítulos 140, 141 e 142              | |                         |
| 60                                                 | "Uma Luta Sem Vencedor" "Shishio Contra Kenshin" Transliteração: "Shōri o yurusareshi mono, Shishio Tai Kenshin shūmaku!" (em japonês: 勝利を許されし者· 志々雄対剣心終幕!)                            | 3 de setembro de 1997   |
| Adaptado dos capítulos 143, 144, 145 e 146         | |                         |
| 61                                                 | "O Destino do Grupo Juppongatana" "O Juppongatana" Transliteração: "Nokosareta Juppongatana ikite yuku tame no sentaku" (em japonês: 残された十本刀· 生きてゆくための選択)                             | 10 de setembro de 1997  |
| Adaptado dos capítulos 146, 147 e 148              | |                         |
| 62                                                 | "A Volta ao Lar" "As Memórias de Tóquio" Transliteração: "Kyōto... kizamareta kioku, omoi o Haseta Shuppatsu" (em japonês: 京都...刻まれた記憶· 想いを馳せた出発)                                      | 17 de setembro de 1997  |
| Adaptado dos capítulos 149, 150 e 151              | |                         |

### Parte 3
Composta por histórias originais do anime, incluindo quatro sagas menores: Shimabara, Kaishuu Katsu, Cavaleiros Negros e Feng Shui. 
| N.º                                                                   | Título no Brasil Título em Portugal Título original | Exibição original       |
| --------------------------------------------------------------------- | --- | ----------------------- |
| 63                                                                    | "A Garota do Espadachim" "O Vôo dos Pirilampos" Transliteração: "Negaibotaru no Densetsu, Aru Kenkaku o Machi Tsuzuketa Shōjo" (em japonês: 願い蛍の伝説· ある剣客を待ち続けた少女)                             | 14 de outubro de 1997   |
| Episódio filler                                                       | |                         |
| 64                                                                    | "Príncipe Por um Dia" "O Príncipe Gémeo" Transliteração: "Yahiko ōji tanjō? Karei naru shakōkai debyū" (em japonês: 弥彦王子誕生? 華麗なる社交界でびゅー)                                                       | 28 de outubro de 1997   |
| Episódio filler                                                       | |                         |
| 65                                                                    | "O Cachorro Famoso" "O Cão e a Chave" Transliteração: "Kieta otakara o sagase! Meitanteiken Notarō" (em japonês: 消えたお宝を探せ! 名探偵犬·ノ太郎)                                                             | 4 de novembro de 1997   |
| Episódio filler                                                       | |                         |
| 66                                                                    | "O Anel de Noivado" "O Dia de Tanabata" Transliteração: "Kaoru kangeki Kenshin no puropōzu!?" (em japonês: 薫 感激 剣心のぷろぽ〜ず!?)                                                                          | 11 de novembro de 1997  |
| Episódio filler                                                       | |                         |
| 67                                                                    | "A Espada Lendária" "Quando o Dia se Transformar em Trevas" Transliteração: "Kirameku densetsu no ken! Shinpi no kenshi Amakusa Shōgo" (em japonês: 煌めく伝説の剣! 神秘の剣士·天草翔伍)                        | 18 de novembro de 1997  |
| Episódio filler                                                       | |                         |
| 68                                                                    | "A Profecia se Cumprirá" "O Mundo de Deus" Transliteração: "Unmei no medario, Sanosuke to Sayo no deai" (em japonês: 運命のメダリオ· 左之助と小夜の出会い)                                                      | 25 de novembro de 1997  |
| Episódio filler                                                       | |                         |
| 69                                                                    | "O Momento da Verdade" "O Segredo de Shimabara" Transliteração: "Taisen no chi, Shimabara e! Shiyū o kessuru toki" (em japonês: 対戦の地, 島原へ! 雌雄を決する時)                                               | 2 de dezembro de 1997   |
| Episódio filler                                                       | |                         |
| 70                                                                    | "Kenshin Nas Trevas" "As Trevas Eternas" Transliteração: "Rairyūsen no shōgeki! Yami ni hōmurareta Kenshin" (em japonês: 雷龍閃の衝撃! 闇に葬られた剣心)                                                        | 9 de dezembro de 1997   |
| Episódio filler                                                       | |                         |
| 71                                                                    | "A Traição" "Uma Maneira de Estar na Vida" Transliteração: "Kaiō no inbō, wana ni kakatta Shōgo!" (em japonês: 傀王の陰謀 罠にかかった翔伍!)                                                                    | 16 de dezembro de 1997  |
| Episódio filler                                                       | |                         |
| 72                                                                    | "O Passado Triste de Shogo e Sayo" "Um Plano Diabólico" Transliteração: "Tsuioku no hibi, Shōgo to Sayo no kanashiki kako" (em japonês: 追憶の日々· 翔伍と小夜の哀しき過去)                                     | 6 de janeiro de 1998    |
| Episódio filler                                                       | |                         |
| 73                                                                    | "O Plano Para Matar" "Um Dia Muito Quente" Transliteração: "Azawarau akki! Shōzō, Bakuen ni Chitta Karyū" (em japonês: あざ笑う悪鬼! 庄三, 爆炎に散った火龍)                                                    | 13 de janeiro de 1998   |
| Episódio filler                                                       | |                         |
| 74                                                                    | "A Tristeza de Sanosuke" "A Morte de um Anjo" Transliteração: "Sanosuke no Namida, futari ni otozureta towa no wakare" (em japonês: 左之助の涙 二人に訪れた永遠(とわ)の別離(わかれ))                            | 20 de janeiro de 1998   |
| Episódio filler                                                       | |                         |
| 75                                                                    | "A Última Guerra Santa" "A Última Guerra Sagrada" Transliteração: "Saigo no seisen, gekitotsu! Futatsu no Amakakeru Ryū no Hirameki" (em japonês: 最後の聖戦 激突!ふたつの天翔龍閃(あまかけるりゅうのひらめき)) | 27 de janeiro de 1998   |
| Episódio filler                                                       | |                         |
| 76                                                                    | "Uma Nova Chance" "A Terra Prometida" Transliteração: "Tabidachi no umi, kibō wa kanashimi no nami o koete" (em japonês: 旅立ちの海 希望は哀しみの波を越えて)                                                   | 3 de fevereiro de 1998  |
| Episódio filler                                                       | |                         |
| 77                                                                    | "Falsa Identidade?" "O Mestre Battousai" Transliteração: "Shimonoseki ni Himura dōjō? Mō hitori no Battōsai arawaru" (em japonês: 下関に緋村道場? もう一人の抜刀斎現る)                                         | 10 de fevereiro de 1998 |
| Episódio filler                                                       | |                         |
| 78                                                                    | "O Artista" "O Pintor Apaixonado" Transliteração: "Gagakusei no omou hito, Hakone yu no machi koi sōdō!" (em japonês: 画学生の想う女性(ひと)· 箱根湯の街恋騒動!)                                                | 17 de fevereiro de 1998 |
| Episódio filler                                                       | |                         |
| 79                                                                    | "Aprendendo a Lutar" "Dois Homens Que Viveram no Final da Era Tokugawa" Transliteração: "Katsu Kaishū to Kenshin, Bakumatsu o ikita futari no shukuen" (em japonês: 勝海舟と剣心· 幕末を生きた二人の宿縁)       | 24 de fevereiro de 1998 |
| Parcialmente adaptado                                                 | |                         |
| 80                                                                    | "O Treinamento" "O Rapto" Transliteração: "Owaranai Bakumatsu, Kaishū ni kaserareta tenmei" (em japonês: 終わらない幕末· 海舟に課せられた天命)                                                                  | 3 de março de 1998      |
| Parcialmente adaptado                                                 | |                         |
| 81                                                                    | "Acontecimento em Shiragaya" "A Prova Final em Shinagawa" Transliteração: "Beniaoi no sakubō, Kaishū o nerau Bakumatsu no ikiryō!" (em japonês: 紅葵の策謀· 海舟を狙う幕末の生霊!)                              | 10 de março de 1998     |
| Parcialmente adaptado                                                 | |                         |
| 82                                                                    | "Mais Precioso Que o Dinheiro" "Mais Precioso do Que Dinheiro" Transliteração: "Katsu Kaishū no ketsui, jidai o koeta shinjitsu" (em japonês: 勝海舟の決意· 時代を超えた真実)                                   | 14 de abril de 1998     |
| Parcialmente adaptado                                                 | |                         |
| 83                                                                    | "O Elixir Milagroso" "Yutaro e o Doutor Hans" Transliteração: "Yutarō kikoku, kage ni hisomu kurokishidan no yabō" (em japonês: 由太郎帰国· 影に潜む黒騎士団の野望)                                             | 21 de abril de 1998     |
| Episódio filler                                                       | |                         |
| 84                                                                    | "Bálsamo Divino" "Um Medicamento Miraculoso" Transliteração: "Sanada ninjagun to reiyaku, okashira Misanagi no nerai" (em japonês: 真田忍者群と霊薬· お頭御沙薙の狙い)                                          | 5 de maio de 1998       |
| Episódio filler                                                       | |                         |
| 85                                                                    | "A Armadilha Está Pronta" "A Deusa da Misericórdia" Transliteração: "Meisō no tabi, shikumareta Omiwatari no wana!" (em japonês: 迷走の旅· 仕組まれた御神渡りの罠!)                                             | 16 de maio de 1998      |
| Episódio filler                                                       | |                         |
| 86                                                                    | "Dia Vermelho" "Os Três Sanada" Transliteração: "Chitei o mau akai kagerō - Sakki! Sanada Sanninshū" (em japonês: 地底を舞う赤い陽炎· 殺鬼!真田三人衆)                                                          | 26 de maio de 1998      |
| Episódio filler                                                       | |                         |
| 87                                                                    | "O Fim dos Cavaleiros Negros" "Os Jardins do Éden" Transliteração: "Shunaidā no kake - Kurokishidan no hōkai!" (em japonês: シュナイダーの賭け· 黒騎士団の崩壊!)                                                | 2 de junho de 1998      |
| Episódio filler                                                       | |                         |
| 88                                                                    | "Promessa Eterna" "A Herança Perdida" Transliteração: "Futatsu no michishirube - Yahiko to Yutarō towa no yakusoku" (em japonês: ふたつの道標(みちしるべ)· 弥彦と由太郎永遠(とわ)の約束)                        | 9 de junho de 1998      |
| Episódio filler                                                       | |                         |
| 89                                                                    | "Entrega Para Meu Anjo" "Um Dia na Cidade" Transliteração: "Mai enjeru Misao e... Kyōto kara no Mukae" (em japonês: まいえんじぇる操へ... 京都からの迎え)                                                       | 16 de junho de 1998     |
| Episódio filler                                                       | |                         |
| 90                                                                    | "O Mistério do Pentagrama" "O Feng Shui" Transliteração: "Fūsui no kishū! Harimegurasareta Gobōsei no nazo" (em japonês: 風水の奇襲! 張り巡らされた五茫星の謎)                                                  | 23 de junho de 1998     |
| Episódio filler                                                       | |                         |
| 91                                                                    | "Próximo Alvo" "Uma Herança Aterradora" Transliteração: "Ugomeku Fūsui no maryoku, nerawareta Kamiya dōjō!" (em japonês: うごめく風水の魔力· 狙われた神谷道場!)                                                 | 21 de julho de 1998     |
| Episódio filler                                                       | |                         |
| 92                                                                    | "Lei Marcial" "A Guerra do Ki" Transliteração: "Kaigenrei no Tōkyō-fu! Bakushin suru kyōki no Ryūmyaku" (em japonês: 戒厳令の東京府! ばく進する凶器の龍脈)                                                      | 4 de agosto de 1998     |
| Episódio filler                                                       | |                         |
| 93                                                                    | "O Inimigo Aguarda" "A Insígnia de Ouro" Transliteração: "Teki wa Senjōgahara ni ari! Hisui no monshō o motomete" (em japonês: 敵は戦場ヶ原にあり! 翡翠(ひすい)の紋章を求めて)                                  | 18 de agosto de 1998    |
| Episódio filler                                                       | |                         |
| 94                                                                    | "O Desenlace Final" Transliteração: "Kaze to mizu no banka, ima koko ni shiryoku tsukusu!" (em japonês: 風と水の挽歌· 今ここに死力尽くす!)                                                                      | 8 de setembro de 1998   |
| Episódio filler                                                       | |                         |
| Especial                                                              | "O Fim do Verão" "O Fim da Viagem" Transliteração: "Rurō no Saihate, hi to ruri no Kizuna wa shiosai no uchi ni" (em japonês: 流浪の最果て·緋と瑠璃の絆は潮騒の中 (うち) に)                                    | 2 de dezembro de 1998   |
| Inédito no Brasil e em Portugal. Lançado diretamente para home video. | |                         |

## Filme de animação
| Título no Brasil Título original                                                                  | Exibição original      |
| ------------------------------------------------------------------------------------------------- | ---------------------- |
| Samurai X: O Filme Transliteração: "Ishin Shishi e no Chinkonka" (em japonês: 維新志士への鎮魂歌) | 20 de dezembro de 1997 |

## Episódios de OVA

### Tsuioku-hen
| N.º               |                                                            | Exibição original       |
| ----------------- | ---------------------------------------------------------- | ----------------------- |
| 1                 | ASA Transliteração: "Kiru otoko" (em japonês: 斬る男)      | 20 de fevereiro de 1999 |
| Adaptado do mangá |                                                            |                         |
| 2                 | ASA Transliteração: "Mayoi neko" (em japonês: 迷い猫)      | 21 de abril de 1999     |
| Adaptado do mangá |                                                            |                         |
| 3                 | ASA Transliteração: "Yoi no satoyama" (em japonês: 宵里山) | 19 de junho de 1999     |
| Adaptado do mangá |                                                            |                         |
| 4                 | ASA Transliteração: "Jūji kizu" (em japonês: 十字傷)       | 22 de novembro de 1999  |
| Adaptado do mangá |                                                            |                         |

### Seisō-hen
| N.º             |                                                                    | Exibição original     |
| --------------- | ------------------------------------------------------------------ | --------------------- |
| 1               | ASA Transliteração: "Seisōhen ~Jōkan~" (em japonês: 星霜編 ~上巻~) | 3 de dezembro de 2001 |
| Episódio filler |                                                                    |                       |
| 2               | ASA Transliteração: "Seisōhen ~Gekan~" (em japonês: 星霜編 ~下巻~) | 20 de março de 2002   |
| Episódio filler |                                                                    |                       |

### Shin Kyōto-hen
| N.º |                                                                                  | Exibição original                                                |
| --- | -------------------------------------------------------------------------------- | ---------------------------------------------------------------- |
| 1   | ASA Transliteração: "Zenpen Homura no Ori" (em japonês: 焔の獄（ホムラのオリ）)  | 17 de dezembro de 2011 (cinema) 21 de março de 2012 (home video) |
| 2   | ASA Transliteração: "Hikari no Saezuri" (em japonês: 光の囀（ヒカリのサエズリ）) | 23 de junho de 2012 (cinema) 22 de agosto de 2012 (home video)   |